# Bernd Lutterbeck
Bernd Lutterbeck (* 8. August 1944; † 16. Dezember 2017) war ein deutscher Datenschützer und Rechtsinformatiker.
Bernd Lutterbeck war einer der Gründer der Forschungsrichtung „Informatik und Gesellschaft“ in Deutschland. Er wirkte von 1984 bis 2009 als Professor für Angewandte Informatik im Fachbereich Informatik der TU Berlin mit den Schwerpunkten Informatik und Gesellschaft, Datenschutz- und Informationsrecht, Verwaltungsinformatik. Zuvor war er von 1978 bis 1984 beim Bundesbeauftragten für den Datenschutz in Bonn tätig.
Nach einem Studium der Rechtswissenschaft und Betriebswirtschaftslehre in Tübingen und Kiel und wissenschaftlichen Tätigkeiten an den Universitäten Regensburg (1969–1971, Fachbereich Rechtswissenschaft) und Hamburg (1974–1978, Dozent am Fachbereich Informatik) promovierte Lutterbeck 1976 in der Rechtswissenschaft an der Universität Regensburg mit der Dissertation Parlament und Information : eine informationstheoretische und verfassungsrechtliche Untersuchung. Sein Doktorvater, Wilhelm Steinmüller, war ein Pionier des deutschen Datenschutzes. Lutterbeck trieb die Reflexion über die Digitalisierung der Gesellschaft voran. Nicht zuletzt in Urteilen des Bundesverfassungsgerichtes fand man diese Gedanken wieder, vor allem in Bezug auf die „informationelle Selbstbestimmung“.
In der Gesellschaft für Informatik war Lutterbeck intensiv an der Erschaffung der „Ethischen Leitlinien“ beteiligt. Bernd Lutterbeck war ein Verfechter der Freien Software, er veröffentlichte viele Gedanken darüber im Open Source Jahrbuch der TU Berlin.
Er war Sprecher einer Berliner Initiative für die Verlegung von Stolpersteinen in Berlin-Friedenau.